# Sachsenpokal (Frauen)
Der Sachsenpokal der Frauen ist der Landespokalwettbewerb für Frauenfußball-Vereinsmannschaften aus dem Freistaat Sachsen. Er wird seit 1991 jährlich vom Sächsischen Fußball-Verband (SFV) veranstaltet und teilnahmeberechtigt sind alle sächsischen Vereine von der Regionalliga bis zur Landesklasse. Die Siegermannschaft qualifiziert sich für die erste Hauptrunde des DFB-Pokals der Frauen zur folgenden Saison. Dies gilt nicht für zweite Mannschaften, da diese nicht teilnahmeberechtigt am DFB-Pokal sind. Gewinnt eine zweite Mannschaft den Sachsenpokal, so rückt der unterlegene Finalist nach. Amtierender Sachsenpokalsieger ist die zweite Mannschaft von RB Leipzig. Rekordpokalsieger ist der 1. FFC Fortuna Dresden mit neun Titeln.

## Pokalhistorie

### Gewinner nach Jahren
- 1991/92 – LTA Dresden
- 1992/93 – LTA Dresden
- 1993/94 – Fortuna Dresden-Rähnitz
- 1994/95 – FC Erzgebirge Aue
- 1995/96 – Fortuna Dresden-Rähnitz
- 1996/97 – Fortuna Dresden-Rähnitz
- 1997/98 – FC Erzgebirge Aue
- 1998/99 – FC Erzgebirge Aue
- 1999/00 – DFC Westsachsen Zwickau
- 2000/01 – FC Erzgebirge Aue
- 2001/02 – FC Erzgebirge Aue
- 2002/03 – SG Jößnitz
- 2003/04 – FC Erzgebirge Aue
- 2004/05 – SV 1896 Großdubrau
- 2005/06 – 1. FC Lokomotive Leipzig
- 2006/07 – SV Johannstadt 90
- 2007/08 – SV Johannstadt 90
- 2008/09 – Leipziger FC 07
- 2009/10 – Leipziger FC 07
- 2010/11 – 1. FC Lokomotive Leipzig II
- 2011/12 – 1. FC Lokomotive Leipzig II
- 2012/13 – 1. FFC Fortuna Rähnitz
- 2013/14 – FC Erzgebirge Aue
- 2014/15 – FFV Leipzig II
- 2015/16 – 1. FFC Fortuna Dresden
- 2016/17 – 1. FFC Fortuna Dresden
- 2017/18 – 1. FFC Fortuna Dresden
- 2018/19 – RB Leipzig
- 2019/20 – RB Leipzig
- 2020/21 – abgebrochen
- 2021/22 – RB Leipzig II
- 2022/23 – RB Leipzig II
- 2023/24 – RB Leipzig II
- 2024/25 – RB Leipzig II
- 2025/26 –

### Statistik
| Verein                     | Titel |
| -------------------------- | ----- |
| 1. FFC Fortuna Dresden     | 9     |
| FC Erzgebirge Aue          | 7     |
| RB Leipzig 1               | 6     |
| 1. FC Lokomotive Leipzig 2 | 3     |
| SV Johannstadt 90          | 2     |
| Leipziger FC 07            | 2     |
| SV 1896 Großdubrau         | 1     |
| SG Jößnitz                 | 1     |
| FFV Leipzig 3              | 1     |
| DFC Westsachsen Zwickau    | 1     |